# Johan Svedjedal
Erik Johan Olof Svedjedal, född 29 juni 1956 i Uppsala, är en svensk författare och professor emeritus i litteraturvetenskap, särskilt litteratursociologi, vid Uppsala universitet.

## Biografi
Svedjedal bedrev humanistiska studier vid Umeå universitet och Uppsala universitet, och utbildade sig sedan till bibliotekarie vid Högskolan i Borås (examen 1983). Han disputerade sedan 1987 på en avhandling om Carl Jonas Love Almqvist vid Uppsala universitet, blev docent 1989 och professor 1993. Han var under åren 1991–2001 medarbetare i Svenska Dagbladet, och är sedan 2001 medarbetare i Dagens Nyheter. Han var 2005–2017 huvudredaktör för Carl Jonas Love Almqvists samlade verk och är ledamot av Samfundet De Nio sedan 1995 (sekreterare sedan 2014), ledamot i styrelsen för Svenska Vitterhetssamfundet och Litteraturbanken, arbetande ledamot i Kungl. Gustav Adolfs Akademien för svensk folkkultur, ledamot i Kungl. Vetenskaps-societeten i Uppsala, ledamot i Kungl. Humanistiska Vetenskaps-Samfundet i Uppsala och ledamot av Kungl. Vitterhetsakademien. Ledamot i styrelsen för Stiftelsen Natur & Kultur 1999–2020.
Han har skrivit biografier om Carl Jonas Love Almqvist, Birger Sjöberg, Karin Boye och Harry Martinson. Han har nominerats till Augustpriset i fackboksklassen 1999, 2009, 2011 och 2017 och till Stora fackbokspriset 2011.

## Priser och utmärkelser
- 1990 – Oscarspriset (Uppsala universitet)
- 1995 – Schückska priset (Svenska Akademien)
- 2000 – Axel Hirschs pris (Svenska Akademien)
- 2000 – Carl Henrik von Platens biografipris (Kungl. Vitterhetsakademien)
- 2000 – Birger Sjöberg-priset
- 2010 – Övralidspriset (Stiftelsen Övralid) "för ett vetenskapligt och kritiskt författarskap av sällspord vingbredd, lättburen lärdom och litterär sensibilitet"[6]
- 2012 – Letterstedtska författarpriset
- 2013 – Disapriset "för sin förmåga att skriva tillgängligt, klart och färgstarkt men utan att ge avkall på vetenskapliga krav"[7]
- 2017 – Kellgrenpriset (Svenska Akademien)
- 2017 – Karin Boyes litterära pris
- 2018 – Stiftelsen Eva Bonniers 70-årsfonds stipendium
- 2021 – Örjan Lindberger-priset